# ウェラーマン
「ウェラーマン」(英語: Wellerman) 、あるいは「スーン・メイ・ザ・ウェラーマン・カム」(英語: Soon May the Wellerman Come) は1860年から70年くらいに作られたと考えられている、海を歌ったニュージーランドの民謡である。

## 概要
ニュージーランドで捕鯨船に食糧を供給していたウェラー兄弟の補給船で働く人々である「ウェラーマン」に関する歌である。1973年に初めてニュージーランドの本にこの歌が掲載された。2020年から2021年にかけて、ザ・ロンゲスト・ジョンズのバージョンとネイサン・エヴァンズのバージョンがTikTokを通して思わぬバイラルヒットとなり、ソーシャルメディア上でのシーシャンティの流行につながった。

## 内容
この歌の歌詞は「Billy o' Tea」と呼ばれる捕鯨船がミナミセミクジラ（Right Whale）に遭遇する様子を描いている。乗組員はウェラー兄弟の従業員である「ウェラーマン」が贅沢品を供給してくれることを期待している。繰り返し部分では乗組員が「すぐにウェラーマンが来て、砂糖と紅茶とラム酒を持ってきてくれるだろう」と願っている。
ニュージーランドのフォークソングのウェブサイトである『New Zealand Folk Song』にあるこの歌の項目によると、「こうした湾内捕鯨基地の労働者は賃金を支払われておらず、既製服（出来合いの衣類）、蒸留酒、たばこで支払われていた」という。

## 背景

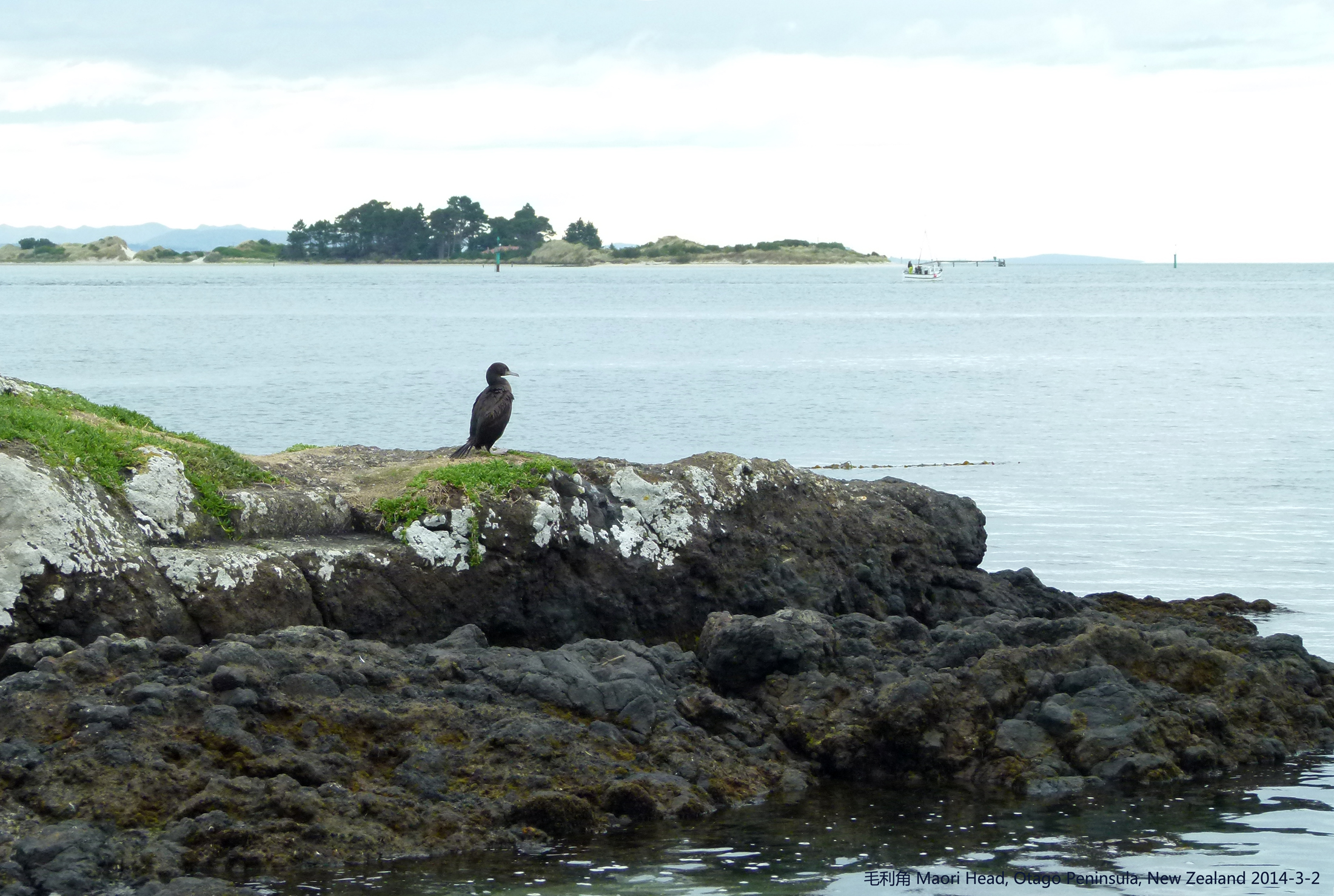
ウェラーズ・ロック

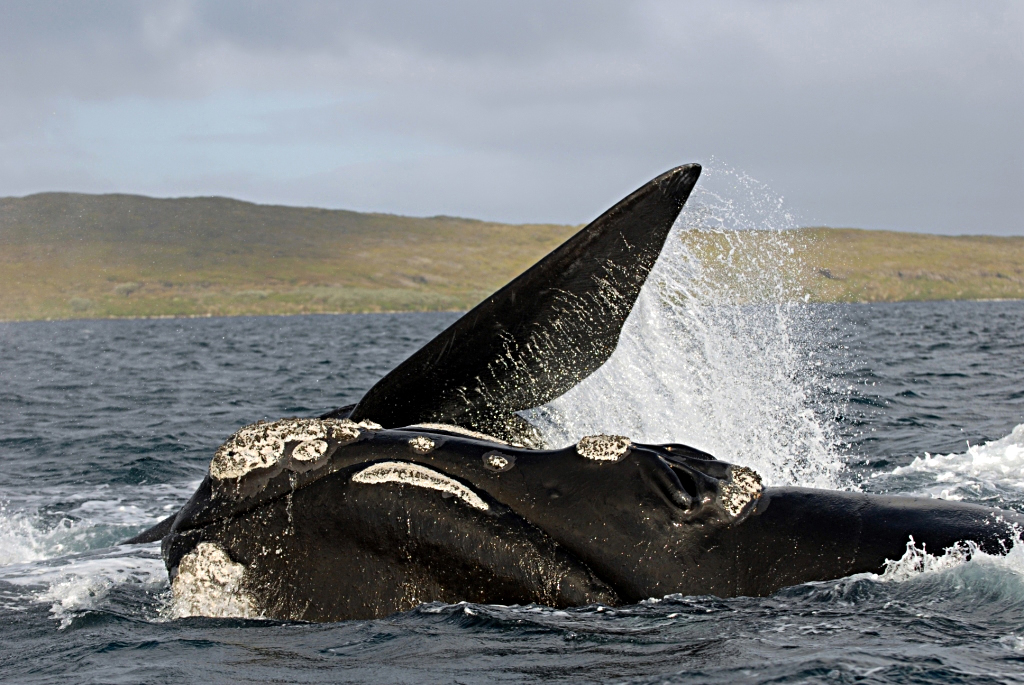
オークランド諸島のミナミセミクジラ

ニュージーランドにおける捕鯨の歴史は18世紀末から1965年まで及ぶ。イングランド出身であるエドワード、ジョージ、ジョセフのウェラー兄弟は1829年にシドニーに移民し、ニュージーランド南島の現在のダニーデンの近くのオタゴ湾（英語版）の湾口付近にあるオーターコウ（オタコウ）地区（英語版）に主にミナミセミクジラを対象とする捕鯨基地を作ったが、これはイギリスがダニーデンに初めて本格的に入植する17年も前のことであった。この捕鯨基地の歴史的な影響は大きく、後述の通り「オタゴ地方」の名称の由来になり、ダニーデンの開港と入植を後押しした。湾内に入ってきたセミクジラ達を目視で探すのに使われた岩が現存し、「ウェラーズ・ロック」と名付けられており、史跡として保護対象に指定されている。
ミナミセミクジラは、世界自然遺産に指定されている「ニュージーランドの亜南極諸島」では近年の棲息が確認されているものの、ニュージーランドの本土における捕鯨終了後の確認数が非常に少ない。しかし、19世紀初頭まではニュージーランドの全土の沿岸に豊富に分布しており、オタゴ湾などオタゴ地方の沿岸はとくに本種の回遊が多い海域の一つとされ、それゆえにウェラー兄弟のオーターコウ（オタコウ）の捕鯨基地はニュージーランド全土でももっとも捕獲量の大きい基地の一つだった。近年もダニーデン周辺における確認数は非常に少ないが、2007年にはニュージーランド本土における捕鯨終了後の初の繁殖集団（と確認できる事例）が沿岸に現れたり、2016年にはサーファーとスキンシップを取る光景が国内外で報道されたり、2018年には本土で産まれたと思わしい子供を連れた親子や別の一頭がオタゴ湾に入り込むなど、例年で年に数回程度だが、時にはこの地に回帰するクジラ達が見られる。
1833年からウェラー兄弟はニュージーランドの捕鯨船員にオーターコウ（オタコウ）の基地から食糧を売っていたが、この頃にオーターコウ（オタコウ）のあたりの地域は「オタゴ」という名前で呼ばれるようになっていた。ウェラー兄弟に雇われていた者たちは「ウェラーマン」として知られるようになった。1834年の最盛期にはオーターコウ（オタコウ）基地は1年に310トンの鯨油を生産していた。この頃にはウェラー兄弟の事業は非常に大きな利益を生むようになっており、オタゴだけで85名もの従業員を雇っていて、オーターコウ（オタコウ）の基地はその源である7つの基地のネットワークの中心となっていた。最盛期には、オタゴ湾内に合計で3つの捕鯨基地が存在し、ウェラー兄弟はオーターコウ（オタコウ）やタイエリ・マウス（英語版）などのオタゴ地方の沿岸だけでなく、北はアカロアから南はスチュアート島に至る南島の東海岸の広範囲に捕鯨基地を乱立した。
しかし、捕鯨業界におけるウェラー兄弟の成功は束の間のもので、鯨が激減して捕獲量が減少しただけでなく、ニューサウスウェールズで大規模な土地取得を行おうとして失敗した後、ウェラー兄弟は1840年に破産宣告した。オーターコウ（オタコウ）基地は1841年に閉鎖された。 
1931年に百年記念祭でのスピーチに際して、ニュージーランド総督であったブレディスロー男爵チャールズ・バサーストはウェラー兄弟がニュージーランドに来るにあたり、「ルーシー・アン（ウェラー兄弟の帆船）がかなりのラム酒とかなりの火薬と（中略）少なくとも多少の変わった人たちを持ち込んだ」ことを語っている。

## 来歴
この歌はニュージーランドで1860年から70年くらいに書かれたと考えられている。作者はわかっていないが、十代の船員か湾内捕鯨基地で働く労働者が作った可能性がある。もともとはニュージーランドを本拠に活動していた音楽教師でフォークソング編纂者であるニール・コフーンがF・R・ウッズから1966年に採譜したものである。ウッズは当時80代で、本人が主張しているところによると、おじから"John Smith A.B."とこの歌を聴いたことがあったという。"John Smith A.B."は『The Bulletin』の1904年の号で刊行されており、そこではD・H・ロジャーズという者が作者であるとされている。『New Zealand Folk Song』によると、ロジャーズがウッズのおじであり、ロジャーズは19世紀の初めから中頃に十代で船員か湾内捕鯨基地の従業員として働いていて、後にこの2曲を作り、年をとってから甥に伝えることになったという可能性もないわけではない。1973年に「スーン・メイ・ザ・ウェラーマン・カム」はコフーンがニュージーランドのフォークソングを集めた本である『New Zealand Folksongs: Songs of a Young Country』におさめられた。

## 録音
この曲はよく演奏されたり、リミックスされたりしており、1967年から2005年の間に10種類の解釈が録音されている。1990年にニューイングランドで活動しているフォークトリオであるゴードン・ボク、アン・メイヨ・ミュア、エド・トリケットがこの曲を録音し、コネティカット州シャロンのフォーク＝レガシー・レコーズで作った『New Zealand Folk Song』に収録した。よく知られているのは、ブリストルのア・カペラグループであるザ・ロンゲスト・ジョンズが2018年に出した船にまつわる歌のコレクションである『Between Wind and Water』に収録したバージョンである。

## 受容

### ザ・ロンゲスト・ジョンズ
ザ・ロンゲスト・ジョンズはこの曲を『ウェラーマン（Wellerman） 』というタイトルで録音しており、これは2018年に出したアルバム『Between Wind and Water』に収録されている。
また2013年にUbisoftから発売された海賊を主人公としたゲーム『Assasin's Creed Ⅳ Black Frag』において、プレイヤーが船を操縦する際のBGMとして十数曲のシーシャンティを歌えるようになっており、その中にWellermanなどの伝統的な多数のレパートリーが入っている。The Longest Johnsはこのゲームのファンでもあり、TikTokやYoutubeにおける配信の中でこのゲームをプレイしながらシーシャンティを歌っている。
この曲は2020年にソーシャルメディアのTikTokでバイラルヒットとなった。この曲はより正確に言うとバラッドであるが、シーシャンティとして非常によく知られるようになった。2021年1月22日にこの曲のリミックスが出た。シーシャンティに対する関心が急に高まったことについて、メディアでは19世紀の十代の捕鯨労働者の社会からの隔絶を、新型コロナウイルス感染症の世界的流行ゆえに外から隔絶されている若者たちの状況になぞらえて説明している。
| チャート (2021)     | 最高順位 |
| ------------------- | -------- |
| UK シングルス (OCC) | 37       |

### ネイサン・エヴァンズ
スコットランドの音楽家であるネイサン・エヴァンズは2020年12月にTikTokにこの歌を歌うところを投稿し、それによってこの歌はさらによく知られ、シーシャンティに関する関心が高まるようになった。リミックスなども作られるようになった。TikTok起源であるため、このトレンドは"ShantyTok"と呼ばれている。エヴァンスのバージョンは2021年1月21日にポリドール・レコードから発売された。リリースから8週後に「ウェラーマン (220 KID & Billen Ted TikTok Remix)」がイギリスのチャート1位となり、3月8日にはこの曲のミュージックビデオも発表された。2021年7月6日には日本のお笑いコンビであるチョコレートプラネットがエヴァンズのヴァージョンをカバーし、パロディミュージックビデオも発表した。